# Centre d'extermination de Sobibór

Localisation des camps d'extermination nazis.

Le centre d'extermination de Sobibór est un centre d'extermination nazi situé dans le gouvernement général de Pologne. L'emplacement de cet ancien centre se trouve aujourd’hui dans le quart sud-est de la Pologne, à proximité des frontières actuelles avec l'Ukraine et la Biélorussie, à environ 250 km à l'est-sud-est de Varsovie.
De même que le centre d'extermination de Bełżec et celui de Treblinka, Sobibór entre en fonction dans le cadre de l'opération Reinhard. De mai 1942 à l'été 1943, les autorités allemandes y font exterminer environ 250 000 Juifs et un nombre toujours indéterminé de Tsiganes.
Sobibór est ensuite transformé en camp de concentration, puis liquidé fin 1943 après la révolte du 14 octobre 1943 lors de laquelle environ 320 prisonniers réussissent à s'évader, dont une cinquantaine a survécu.

## Création et organisation

### Origine
Avec Bełżec et Treblinka, Sobibór constitue l'un des maillons de la mise en œuvre de l'opération Reinhard, qui vise à éliminer tous les Juifs du gouvernement général de Pologne. L'ouverture du centre marque le début de la déportation et de l'extermination de tous les Juifs du district de Lublin ; son champ d'action connaît rapidement une notable extension en y intégrant la région de Białystok puis des Juifs originaires des pays d'Europe de l'Ouest,.

### Choix du lieu et construction

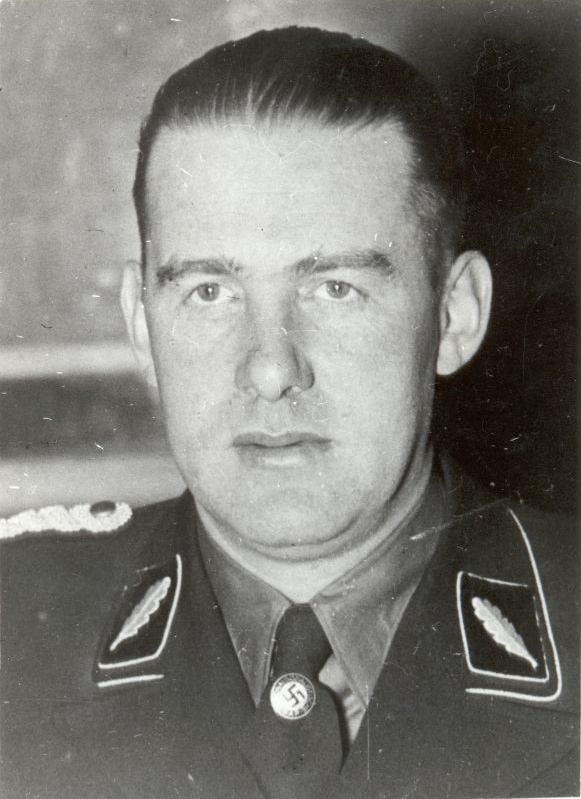
Odilo Globocnik.

Le site est choisi en raison de son isolement et de sa proximité avec une voie ferrée : le centre est situé loin d'un village, mais près d'une petite gare ferroviaire. Le Boug occidental, rivière qui marque la frontière entre le gouvernement général de Pologne et le Reichskommissariat Ukraine, est à 5 km. Le centre est entouré de forêts et de marécages. Selon l'historien Christopher Browning le site fait l'objet d'une première visite par un groupe d'officiers SS à l'automne 1941, soit plusieurs mois avant la conférence de Wannsee ou la décision concernant l'Aktion Reinhard. Cette hypothèse est également mentionnée par Dieter Pohl selon lequel « le projet ne sera repris qu’à partir de mars 1942, vraisemblablement en raison de problèmes techniques ».
La construction du centre commence en mars 1942 et se prolonge sur plusieurs mois, sous l'autorité du SS-Obersturmführer Richard Thomalla, directeur de l'administration centrale de construction SS à Lublin. Les travaux sont confiés à des entreprises locales qui emploient une main d'œuvre juive raflée dans les cités environnantes. Au moment de l'arrivée de Franz Stangl comme commandant du centre en avril 1942 et de celle du premier convoi de déportés, le 7 ou 8 mai 1942, seul le gros-œuvre, dont les chambres à gaz, est terminé.

### Organisation et topographie

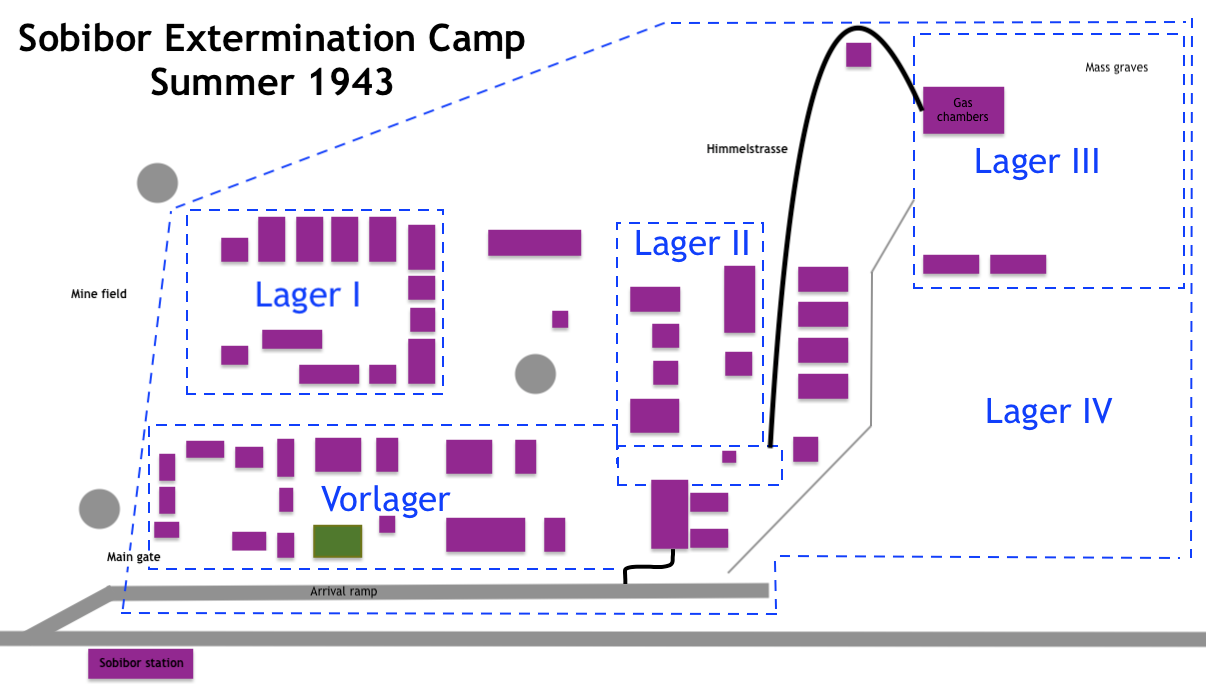
La disposition de Sobibór, telle qu'elle apparaissait à l'été 1943.

Tous les bâtiments, y compris le quartier réservé aux SS et les entrepôts, sont construits à l'intérieur du centre. Celui-ci mesure 400 × 600 m. Il est entouré d'une double rangée de fil de fer barbelé en partie cachée par des branches de pin. Le centre est divisé en quatre secteurs eux-mêmes entourés de barbelés. Le Vorlager (« avant-camp ») est situé près des quais d'arrivée. On y trouve les logements des SS et des auxiliaires ukrainiens et baltes, ainsi que les entrepôts où sont stockés les effets personnels  des victimes. À la différence de Bełżec, tous les SS logent dans l'enceinte du centre.
Le centre I est composé de baraquements où s'entassent les déportés juifs réquisitionnés pour le travail. Ils sont maintenus en vie temporairement et régulièrement tués pour être remplacés par des nouveaux déportés. Les déportés arrivent dans le centre II, qui contient les baraques dans lesquelles les victimes doivent se dévêtir et déposer leurs objets de valeur. Dans le centre III se déroule l'extermination. Il se situe au nord-est dans un endroit très éloigné, totalement isolé du reste du centre.
Le centre III est relié au centre II par un chemin de 3 × 150 m, clôturé par des fils de fer barbelés avec des branches d'arbres entrelacées, le « boyau » (Schlauch), qui mène directement aux chambres à gaz ; à mi-chemin se trouve la « boutique du coiffeur », baraque dans laquelle des détenus juifs coupent les cheveux des femmes.
Au cœur du processus d'extermination, le centre III contient les chambres à gaz, les fosses communes, un baraquement pour les membres du Sonderkommando et un autre pour des gardes ukrainiens. Les fosses communes, longues de 50 à 60 m, larges de 10 à 15 m et profondes de 6 m, avec des parois pentues, sont directement reliées à la gare du centre par une voie ferrée étroite pour y amener les cadavres des déportés morts pendant le transport. Il est ceinturé par des tours de garde et une double barrière de barbelés. Les premières chambres à gaz se trouvent dans un bâtiment en briques, divisé en trois salles identiques, de quatre mètres sur quatre, qui peuvent chacune contenir de 150 à 200 personnes. Elles sont camouflées en douches avec une installation sanitaire fictive. Les 6 portes (3 pour faire entrer les victimes, 3 pour retirer les cadavres) sont dotées d'une forte garniture de caoutchouc et s'ouvrent toutes vers l'extérieur. Accolé au bâtiment se trouve un appentis où est installé un moteur de char russe T-34 destiné à produire les gaz asphyxiants à travers une conduite spéciale traversant les salles de part en part.

### Les exécuteurs
Le personnel du centre se compose d'une trentaine de SS et d'une centaine de gardes ukrainiens,, dont John Demjanjuk, ces derniers étant placés sous l'autorité d'Erich Lachmann.
Début avril, Franz Stangl est nommé commandant du centre, après une entrevue avec Odilo Globocnik au début du printemps ; avant sa prise de fonction, il est d'abord envoyé au centre d'extermination de Bełżec pour prendre connaissance des étapes du processus d'extermination mis en place par son commandant, Christian Wirth, et les transposer à Sobibor. Il a comme suppléant l'Oberscharführer Hermann Michel, puis Gustav Wagner.
En août 1942, Stangl, nommé commandant du centre d'extermination de Treblinka, est remplacé par Franz Reichleitner. Comme Stangl, Reichleitner a fait partie du personnel chargé de l'euthanasie forcée des malades mentaux menée dans le cadre de l'Aktion T4, au cours de laquelle ils ont tous deux travaillé avec Christian Wirth,.
Le centre I est dirigé par l'Oberscharführer Otto Weiss, auquel succède Karl Frenzel. Le centre III est sous l'autorité de Kurt Bolender, d'avril à août 1942, puis de Erich Bauer. L'administration du centre est gérée par Alfred Ittner.

### LesArbeitsjuden
Comme à Chełmno ou à Bełżec, des déportés juifs, connus sous l'appellation de Sonderkommandos ou Arbeitsjuden, sont utilisés pour des tâches annexes au processus d'extermination.

## Les opérations de tuerie

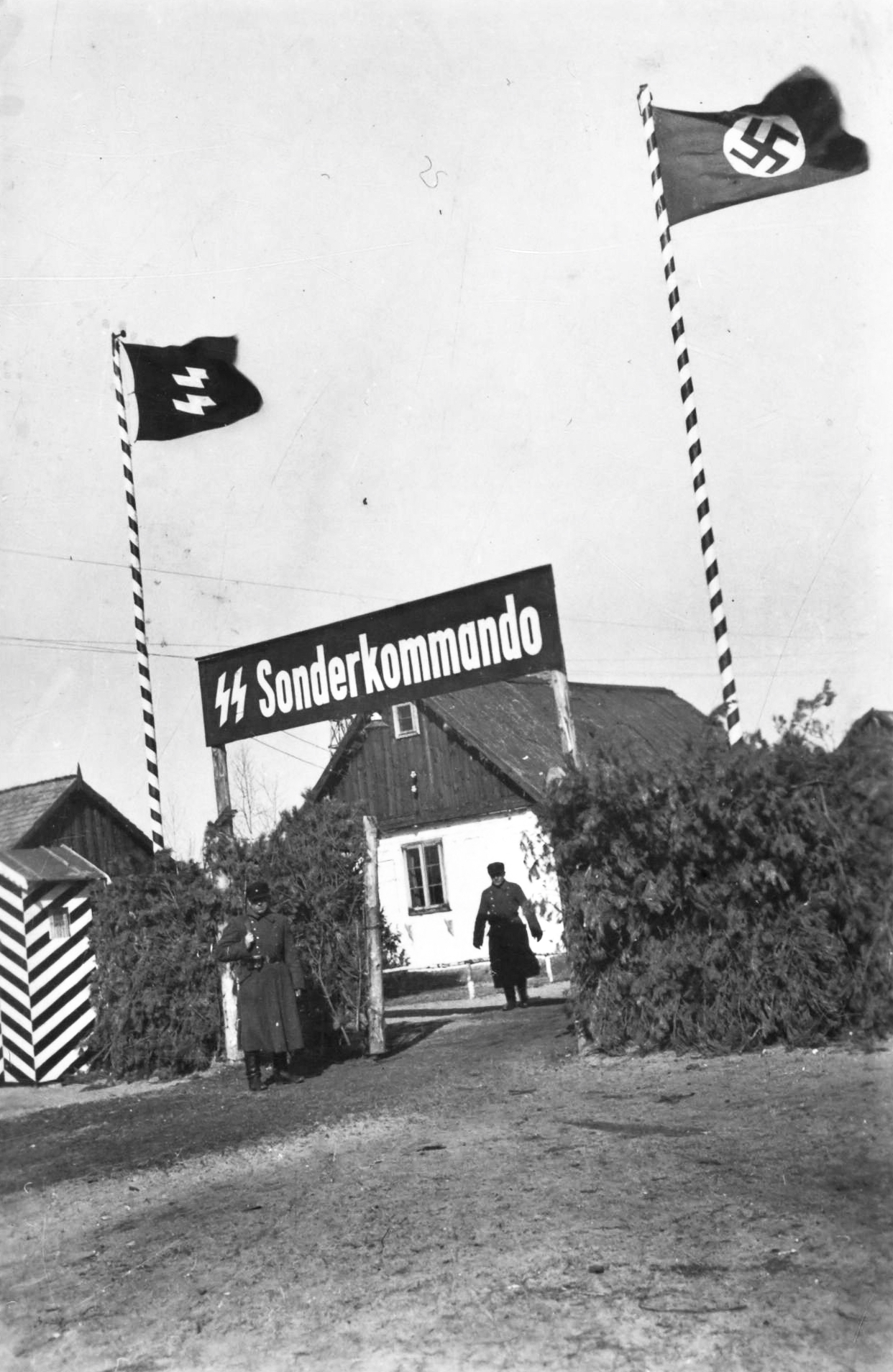
La porte principale telle qu'elle apparaissait en mars 1943. La clôture était recouverte de branches de pin afin de bloquer la vue à l'intérieur.

### L'arrivée des convois
L'Oberscharführer SS Kurt Bolender décrit le processus :

« Quand le train s'arrête, on fermait le portail et la garde ukrainienne entourait le train ; je crois que les Juifs descendaient d'eux-mêmes ; ils étaient menés sur la place ; sur cette place, ils devaient se déshabiller, hommes et femmes séparément. »

Eda Lichtman, survivante de Sobibor, raconte l'arrivée au centre :

« Nous avons entendu le SS Michel debout sur une table rassurer les gens ; il leur promettait qu'après le bain ils retrouveraient leurs affaires ; il ajoutait qu'il était temps que les Juifs deviennent des membres productifs de la société ; qu'on allait les envoyer en Ukraine vivre et travailler ; son discours inspira confiance ; certains applaudirent, d'autres se mirent à chanter et danser. »

Les gardiens expliquaient aux vieillards et aux invalides qu'on les menait à l'hôpital pour les soigner, mais, dans les faits, on les transportait dans une carriole au centre III où ils étaient gazés ou abattus.

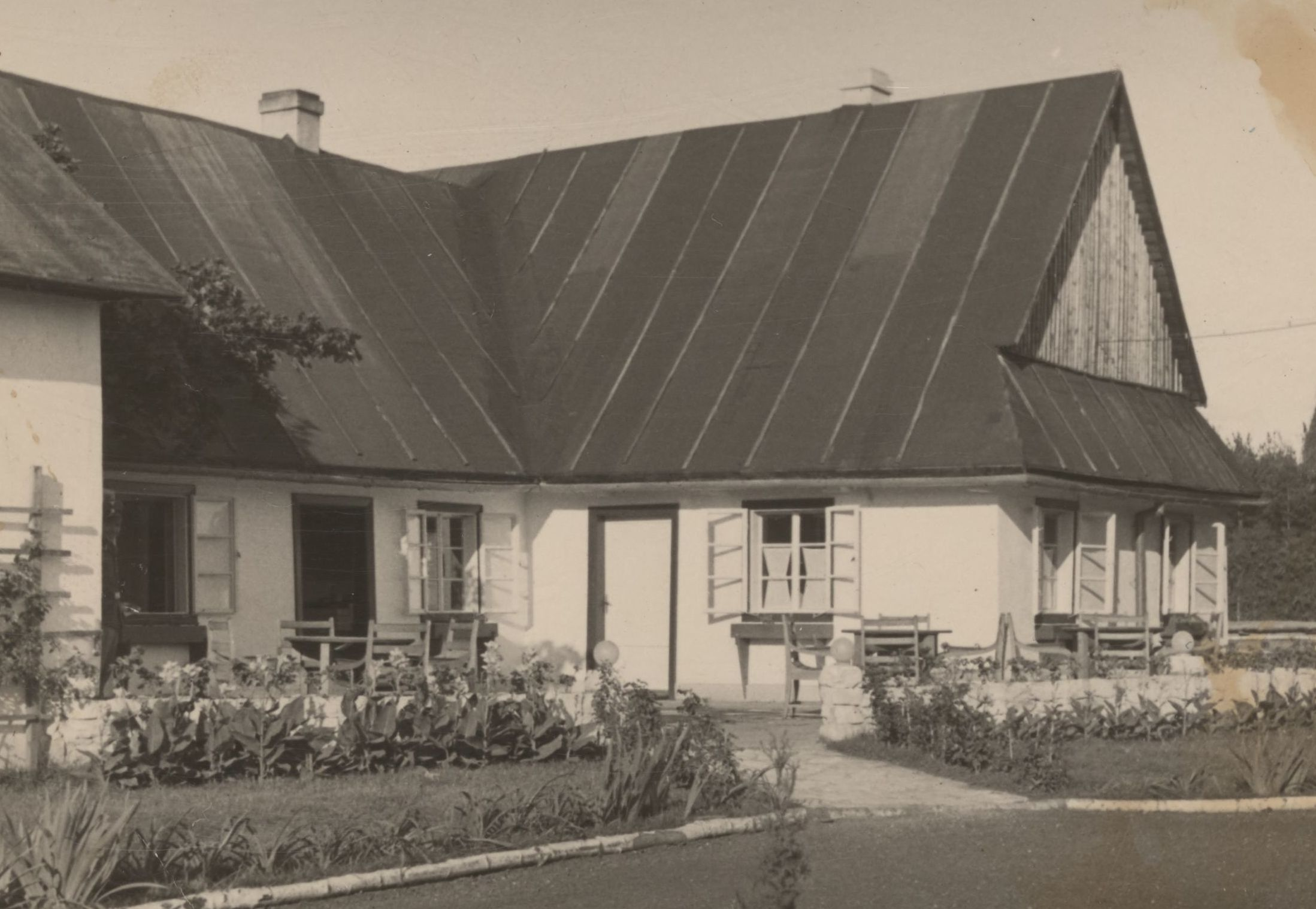
Les bâtiments pittoresques du Vorlager, comme le Merry Flea (photographié à l'été 1943), ont contribué à dissimuler le but du camp aux nouveaux arrivants.

Dans les premiers temps, les victimes devaient se déshabiller en plein air, puis on construisit des baraques prévues à cet effet, il y avait dessus un écriteau « caisse » où on remettait argent et objets de valeur par une fenêtre ; parfois, pour rassurer les victimes, le caissier Alfred Ittner leur remettait un reçu ; il y avait aussi un autre écriteau avec la mention « bains ».

### L'extermination
Erich Bauer, responsable du centre III à partir d'août 1942, raconte :

« L'entrée dans le boyau se passait ainsi ; un SS ouvrait la marche, cinq à six auxiliaires poussaient les Juifs par-derrière ; [...] dès qu'un groupe de Juifs avait pénétré dans le boyau, les vêtements laissés par eux étaient enlevés de la place du camp II par une corvée juive de douze hommes et mis dans des baraques de tri ; ils ne pouvaient pas les voir, car elles étaient cachées par des palissades. »

Si des convois arrivaient de nuit, on faisait descendre les occupants des trains et on les gardait jusqu'au matin au centre II. Ils se déshabillaient et étaient conduits directement aux chambres à gaz.
Dès l'entrée des victimes dans le centre II, le processus s'accompagnait de la part des SS et des Ukrainiens d'une grande violence ; des chiens avaient été dressés pour mordre les victimes une fois celles-ci nues, sans compter les coups de fouet et les tirs de revolver pour les terroriser et les faire courir plus vite jusqu'au bout du chemin de mort. La première phase d'activité de Sobibor alla de mai à juillet 1942 ; en général, il y avait un convoi d'environ vingt wagons par jour avec en moyenne 2 200–2 500 déportés. À chaque convoi, on sélectionnait des travailleurs qualifiés, menuisiers, tailleurs, cordonniers.
L'ordre de Heinrich Himmler du 19 juillet 1942 d'anéantir tous les ghettos juifs avant la fin de l'année amena les responsables SS de l'Aktion Reinhard à accélérer le processus d'extermination et par voie de conséquence à augmenter la capacité des chambres à gaz. On décide donc à Sobibor d'en construire de nouvelles ; le nouveau bâtiment compte six salles au lieu de trois, avec un corridor central ; la capacité totale atteint environ 1 200 personnes alors que l'on construit la voie ferrée étroite longue de 300  à   400 m avec une petite locomotive diesel. Le Scharführer SS Erich Bauer précise :

« Ces wagonnets furent installés pour transporter au centre III les malades, les infirmes et les enfants ; je sais que ces gens, en particulier les nourrissons, allaient à ce qu'on appelait « l'hôpital », où ils étaient abattus par le personnel du centre III. [...] C'était un fait connu de tous qu'on abattait les malades au centre III. »

Les opérations d'extermination se poursuivent jusqu'à l'été 1943.

### Le sort des cadavres

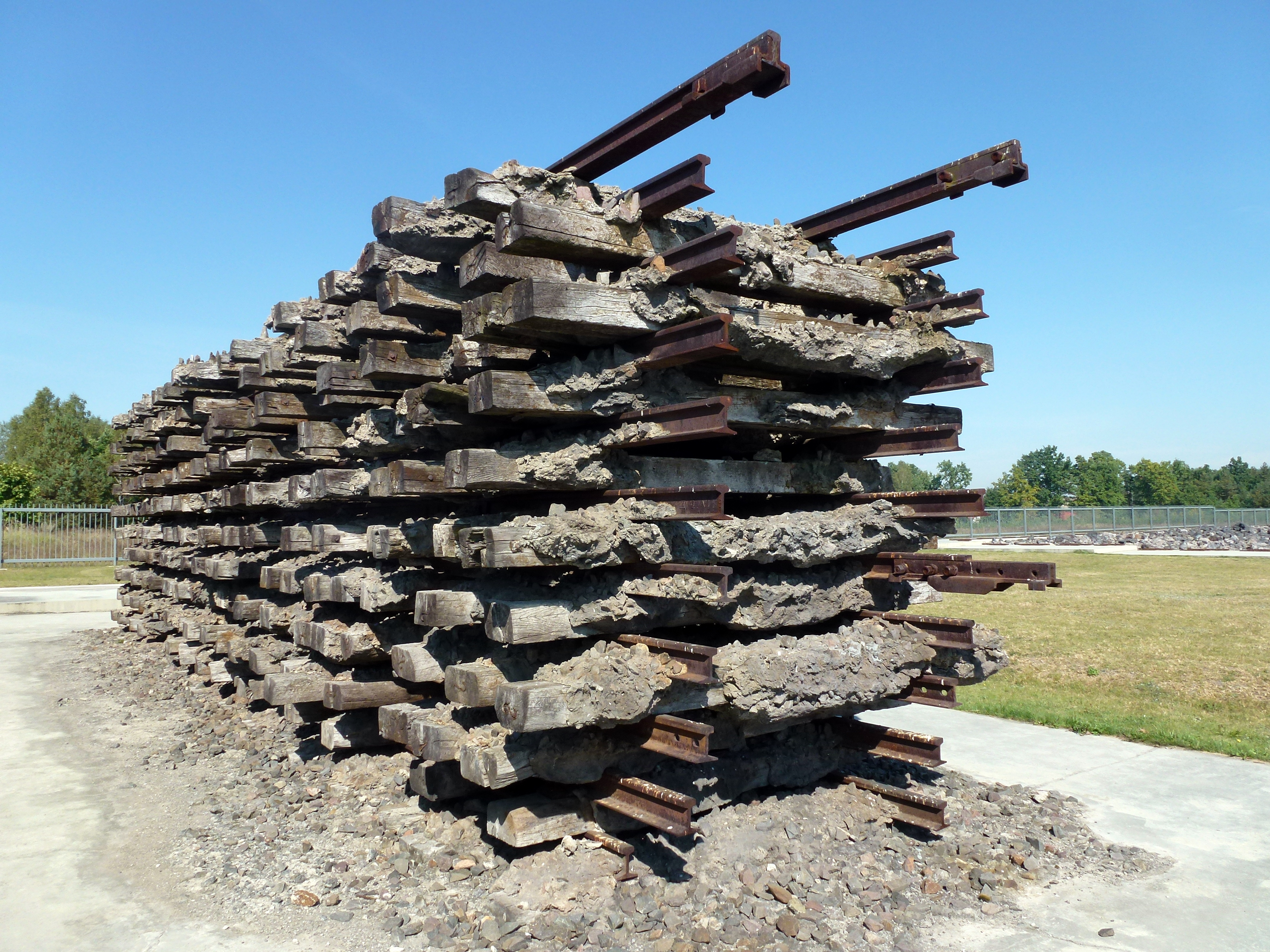
Monument reconstituant un bûcher à Belzec.

Dès l'été 1942, des centaines de milliers de cadavres gisent dans d'immenses fosses communes. Heinrich Himmler donne l'ordre de faire disparaître toute trace des crimes. À l'automne, le commandant du centre ordonne de les brûler en totalité. Comme à Bełżec, les cadavres sont exhumés et incinérés sur des bûchers à l'air libre.
Le jugement du tribunal de Hagen déclare :

« Déjà au cours de l'été 1942, la mécanique de l'extermination avait dû être modifiée pour une autre raison : avec la chaleur, les fosses remplies de cadavres gonflèrent, la décomposition des cadavres attirait les insectes et répandait dans toute la région une odeur pestilentielle ; la direction du centre craignait une contamination de l'eau potable.
On amena au centre une excavatrice lourde munie d'une grosse tête de ramassage ; on retira des fosses les cadavres déjà décomposés, qu'on brûlait ensuite sur de grands grils dans une autre fosse vide. Le gril était composé de vieux rails de chemin de fer posés sur un socle en béton. Tous les cadavres furent brûlés, même de nuit ; la lueur des flammes se voyait de partout, et l'odeur de chair humaine brûlée se répandait très loin à la ronde. »

## Révolte du14 octobre 1943

### Préalables
À la fin de 1942, la quasi-totalité des ghettos juifs du Gouvernement général ont été détruits. Le 5 juillet 1943, Heinrich Himmler, qui a visité le camp en février 1943, ordonne donc de transformer Sobibor en camp de concentration. Cet ordre signifie l'arrêt de mort des Arbeitsjuden qui travaillent aux quais d'arrivée des déportés et dans le centre III.
Ayant été témoins de l'extermination de dizaines de milliers d'innocents, les arbeitsjuden comprennent que les SS ne permettront pas à un seul d'entre eux de rester en vie. Ils apprennent le soulèvement des déportés à Treblinka début août et un projet de révolte se met en place. Le 23 septembre arrive un convoi de Juifs biélorusses, tous affectés à la construction de bâtiments ; avec Léon Feldhendler comme chef, secondé par Alexandre Petcherski, lieutenant de l'Armée rouge, prisonnier de guerre juif surnommé « Sacha », le 14 octobre 1943, la révolte éclate dans le centre. Yehuda Lerner est l'un de ses initiateurs.

### Déroulement de la révolte
Comme prévu par l'organisation de l'insurrection, à 16 h, au moment de l'appel pour le rassemblement, les révoltés, armés de couteaux, de haches et de pelles réussissent à désarmer des gardiens, à isoler et tuer une dizaine de SS et de gardes ukrainiens. Ils tentent sans succès d'atteindre la porte principale. Les gardes allemands et ukrainiens ouvrant le feu sur eux, ils réussissent à ouvrir une brèche dans les barbelés puis parviennent à s'échapper à travers le champ de mines qui entoure le camp. Des dizaines d'entre eux y trouvent la mort. Plus d'une centaine sont repris et abattus. Près de 320 déportés sur un total de 550 réussissent effectivement à sortir du centre, mais seulement 53 survivent à leur évasion. Au cours de la révolte, neuf SS et deux trawnikis, des Volksdeutschen ukrainiens, périssent également.

### Suites
Par la suite, les SS assassinent presque tous les prisonniers du centre qui n'ont pas pu s'enfuir ou même qui n'ont en rien participé à la résistance, soit plusieurs centaines de personnes. Seuls quelques-uns sont conduits dans d'autres camps. En tout et pour tout, seulement 50 prisonniers survivent à la guerre. Certains s'engagèrent dans la résistance polonaise.

### Portée
Cette révolte organisée fut l'une des trois qui éclatèrent dans les centres d'extermination, avec celle de Treblinka le 2 août 1943 et celle du Sonderkommando de Birkenau le 7 octobre 1944. Elle est la plus organisée et la plus massive d'entre elles. Les responsables nazis redoutent que la nouvelle se répande, qui révélerait non seulement l'insurrection, mais également l'existence des centres d'extermination. Mais la résistance polonaise l'apprend et informe rapidement les alliés de cette révolte.

## Démantèlement du centre et dissimulation des traces
Le 19 octobre, après la liquidation de la révolte de Sobibór du 14 octobre 1943, Himmler ordonne la fermeture du camp,. Des détenus juifs sont envoyés à Sobibor depuis Treblinka afin de démanteler le camp. Ils démolissent sous le commandement des SS la plupart des constructions du centre d'extermination : les chambres à gaz et presque tous les bâtiments du camp, ils démontent toutes les installations, dynamitant les chambres à gaz et tous les bâtiments en dur. Mais plusieurs baraquements sont conservés pour une utilisation future. Puis ils labourent le sol, plantent de nombreux pins et construisent une ferme d'aspect anodin, afin qu’il ne reste aucune trace visible des crimes commis. Les travaux sont terminés à la fin du mois d'octobre et tous les Juifs amenés de Treblinka sont fusillés entre le 1er et le 10 novembre.,

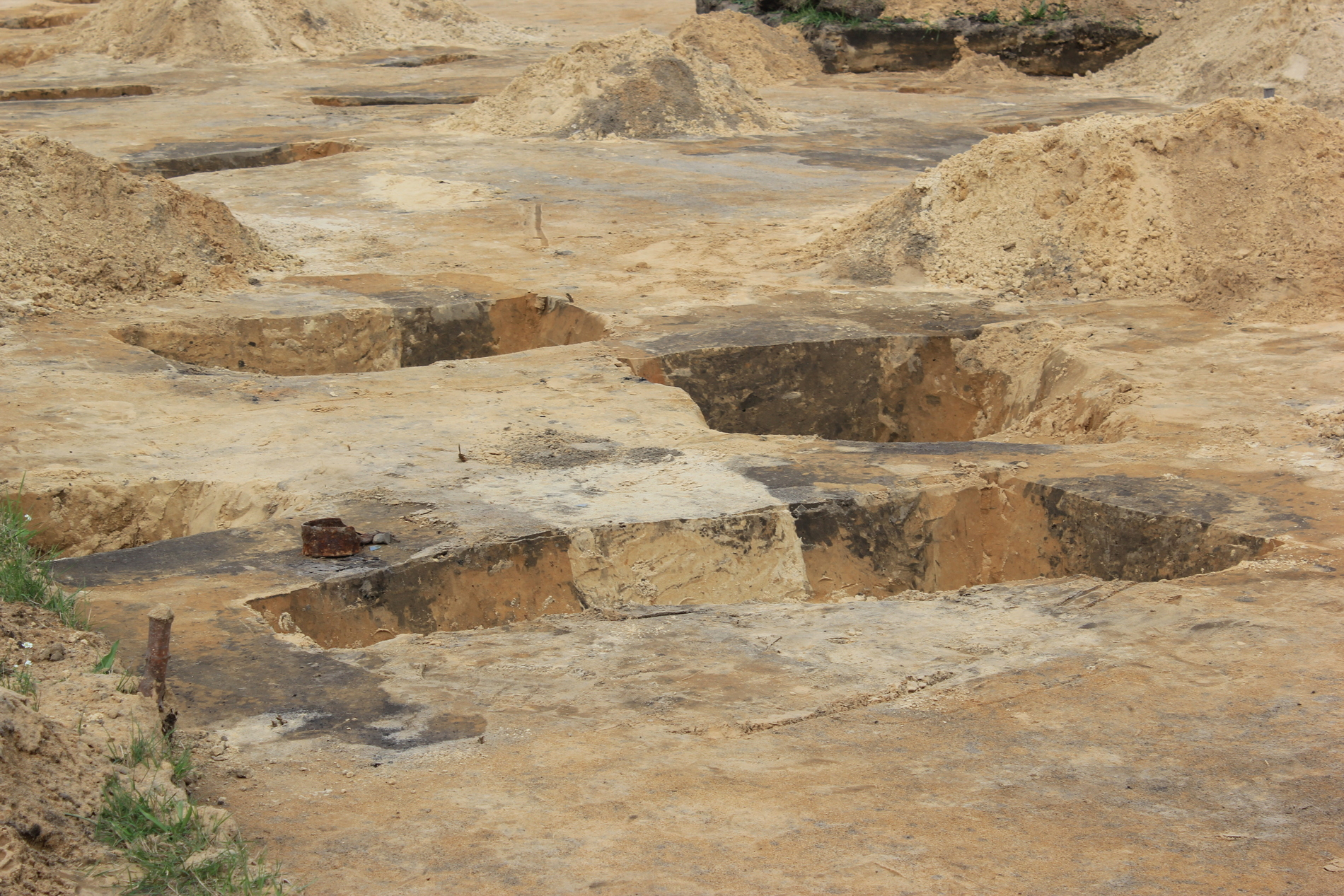
Fouilles archéologiques dans l'ancien camp, photographiées en 2014.

Lorsque l'Armée rouge découvre Sobibór en août 1944, des traces importantes du camp subsistent. Depuis, les recherches archéologiques ont permis de retrouver les fondations des chambres à gaz.
Les photos prises par Niemann, et léguées en 2020 par son petit-fils à l'USHMM constituent un très important éclairage sur Sobibór.

## Bilan

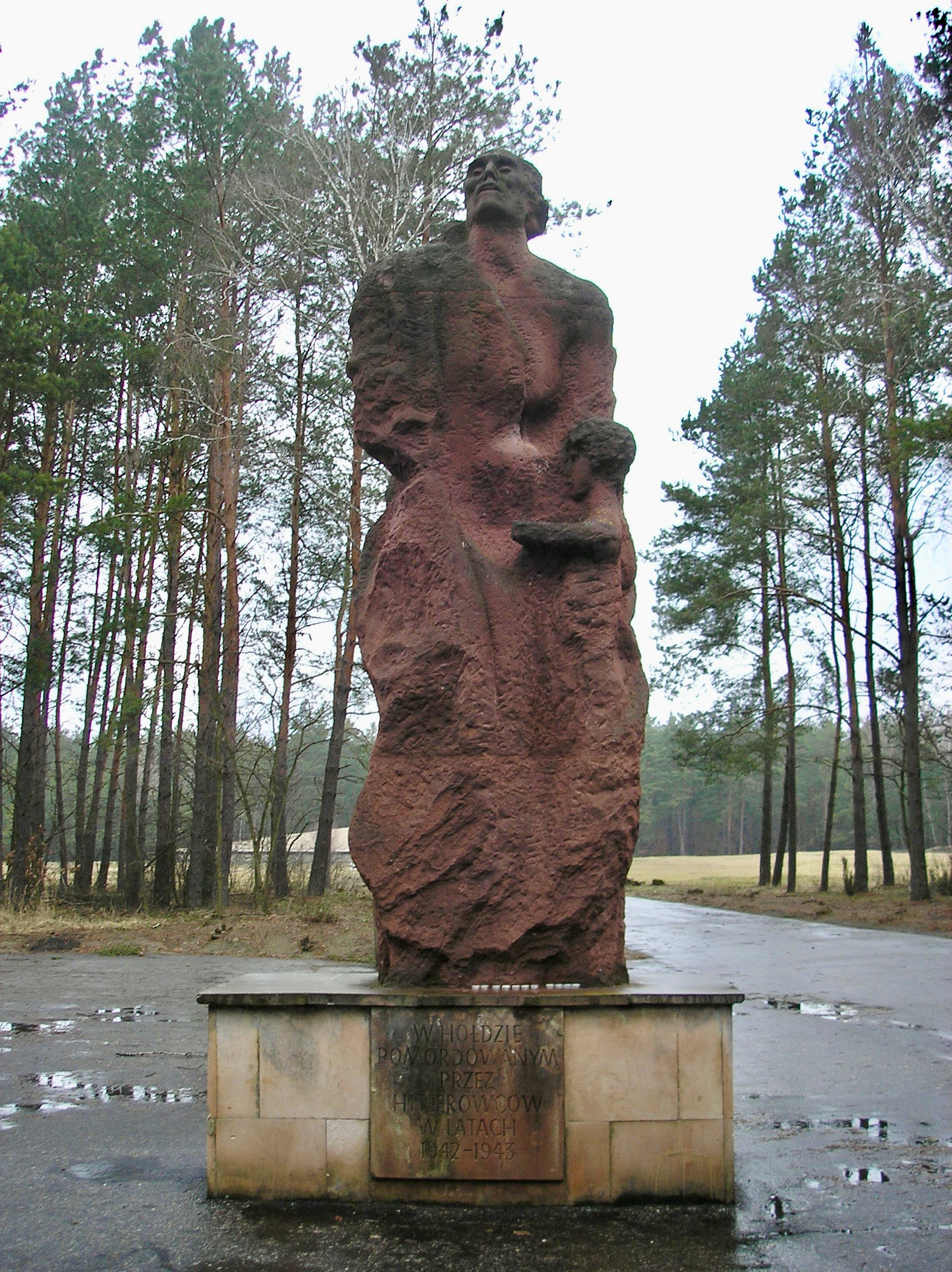
Statue d'une mère et de son enfant par Mieczysław Welter, près de l'ancien site des chambres à gaz.

Un premier bilan des juifs gazés est dressé par les autorités nazies le 11 janvier 1943 via le télégramme Höfle, qui fait état de 101 370 victimes au 31 décembre 1942. Pour l'ensemble de la période d'activité du camp, Raul Hilberg estime le nombre des victimes à plus de 150 000, l'United States Holocaust Memorial Museum retenant le chiffre de 170 000 victimes. On ne dénombre qu'une cinquantaine de survivants.
Les victimes sont essentiellement des Juifs polonais provenant du district de Lublin et de Galicie de l'Est, mais aussi du Protectorat de Bohême-Moravie et de Slovaquie, d'Allemagne et d'Autriche, de France, de Lituanie, et des Pays-Bas.

## Aspects mémoriels

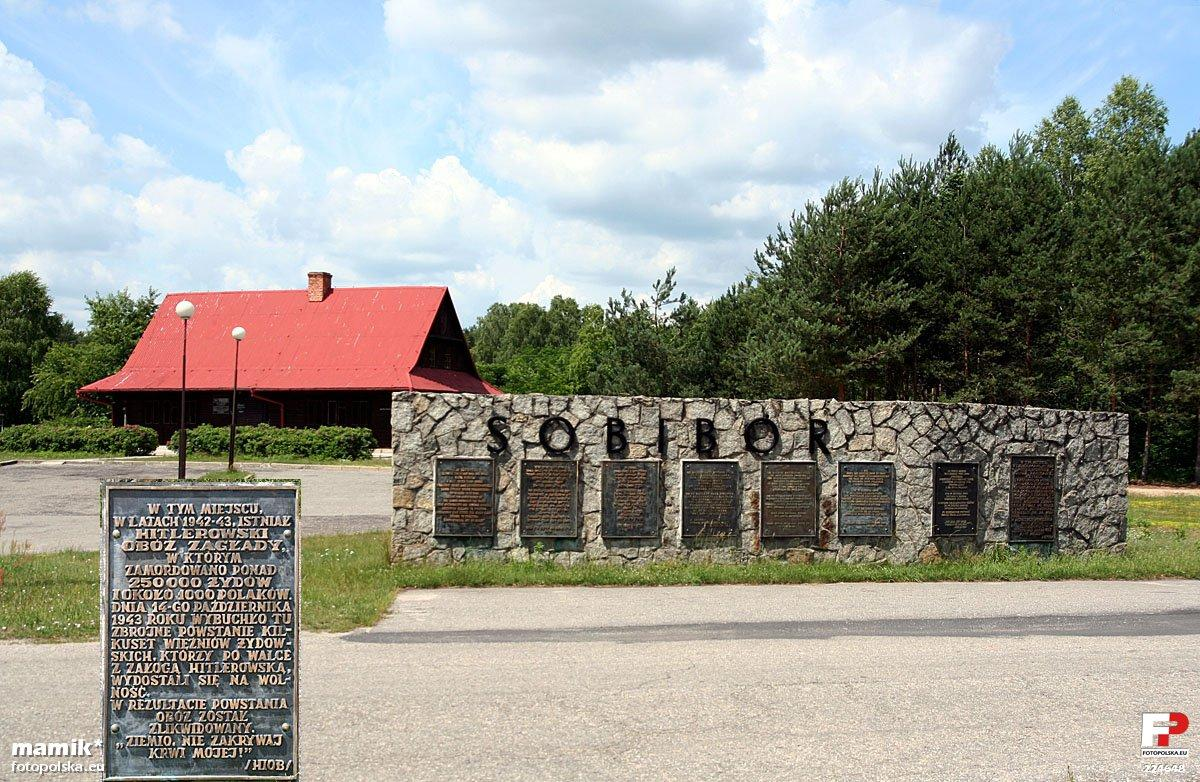
Le mémorial et le musée de Sobibor

Après la fin du conflit, l'histoire du centre d'extermination de Sobibor est largement oubliée ; le site n'est pas préservé et il fait l'objet de fouilles sauvages de pillards à la recherche d'objets précieux,. Un premier monument est érigé sur le site par les autorités polonaises en 1965, monument qui ne mentionne pas l'origine juive des victimes, tout comme ceux érigés à Chełmno et à Bełżec en 1964. En 1993, à l'occasion du cinquantième anniversaire de la révolte, un musée est ouvert sur le site, puis, au cours des années suivantes, des volontaires réalisent l'« avenue-mémorial », qui suit le tracé du cheminement des déportés du quai de débarquement aux chambres à gaz.
Les événements de Sobibor ont inspiré le film Les Rescapés de Sobibor et le roman Flucht aus Sobibor de Richard Rashke.

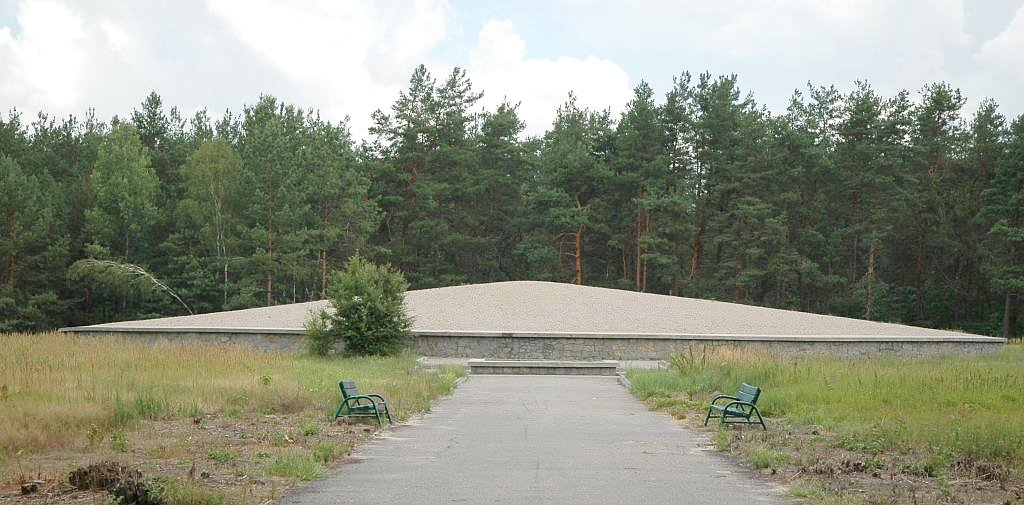
Mémorial du centre d'extermination de Sobibór.

En 1999, l'historien et survivant de la Shoah Jules Schelvis crée aux Pays-Bas la fondation Sobibor (Stitching Sobibor) pour maintenir vivante la mémoire de ce camp d'extermination.
Le cinéaste Claude Lanzmann, réalisateur de Shoah, a réalisé en 2001 un documentaire sur la révolte intitulé Sobibor, 14 octobre 1943, 16 heures, qui est le témoignage de Yehuda Lerner, un participant survivant.

## Prisonniers connus
- Thomas Blatt est un des rares rescapés à avoir écrit ses souvenirs du centre[57].
- Régine Gattegno
- Yehuda Lerner
- Semion Rosenfeld, un soldat juif de l'Armée rouge, et dernier survivant connu du centre, meurt en Israël le 3 juin 2019[58]. Il était l'un des prisonniers qui avait réussi à s'échapper à l'occasion de la révolte du 14 octobre 1943[59].
- Hendrika van Gelder

## Le sort des bourreaux
Extradé du Brésil où il s'était réfugié, Franz Stangl est condamné à la prison à perpétuité en 1970 et meurt en prison quelques mois après sa condamnation. Son successeur à la tête du centre, Franz Reichleitner, est abattu par des partisans italiens dans la région de Trieste début 1944.
Erich Bauer est jugé par la cour d'assises de Berlin-Moabit et condamné à mort le 8 mai 1950, peine commuée en détention à perpétuité. Plusieurs procès à l'encontre de gardes ukrainiens se tiennent en Union soviétique de 1963 à 1965, avec, dans certains cas, une condamnation à mort suivie d'une exécution[réf. nécessaire].
12 anciens gardes SS sont jugés à Hagen du 6 septembre 1965 au 20 décembre 1966 lors du procès de Sobibór ; parmi les accusés, Kurt Bolender se suicide en prison avant le verdict ;  5 sont condamnés à des peines de prison allant de la perpétuité - Karl Frenzel - à 3 ans d'emprisonnement et 6 sont acquittés.